# Кобиляки-Конопкі
Кобиляки-Конопкі (пол. Kobylaki-Konopki) — село в Польщі, у гміні Єднорожець Пшасниського повіту Мазовецького воєводства.
Населення — 52 особи (2011).
У 1975-1998 роках село належало до Остроленцького воєводства.

## Демографія
Демографічна структура станом на 31 березня 2011 року:
|          | Загалом | Допрацездатний вік | Працездатний вік | Постпрацездатний вік |
| -------- | ------- | ------------------ | ---------------- | -------------------- |
| Чоловіки | 30      | 14                 | 12               | 4                    |
| Жінки    | 22      | 4                  | 13               | 5                    |
| Разом    | 52      | 18                 | 25               | 9                    |